# Думгаза
Думгаза — страва узбецької національної кухні. Подається з сузьма (кисломолочний продукт схожий на творог) та свіжою зеленню.

## Опис
Страва думгаза — це тушені бичачі хвости. Необхідні продукти: бичачі хвости — 1 кг, 3-4 цибулини, сіль. чорний перець, зіра, оцет — за смаком, пучок зелені.

## Приготування
1. Ріжемо хвости по міжхребцевим хрящам на зручні шматки, зрізаємо лишній жир, натираємо їх сіллю і спеціями і залишаємо на 30 хв для маринування.
2. Зрізаний жир витоплюємо, шкварки викидаємо.
3. До витопленого жиру додаємо олію і добре обсмажуємо хвости, перекидаючи. Хвости повинні добре присмажитись.
4. Перекладаємо в інший посуд, засипаємо цибулею, солимо, перчимо і накриваємо кришкою, ставимо мліти на повільному вогні. Через кожні півгодини спостерігаємо за стравою.
5. Через 30 хв. відкриваємо кришку: м'ясо і цибуля пустили сік, тож пробуємо на сіль.
6. Всього приготування займає 3 години. В середині варіння додаємо води, щоб покрила продукти і тушкуємо далі.
7. Під кінець, як м'ясо буде готове, додаємо будь-які овочі, крупними шматками і солимо. Через півгодини, як додали картоплю чи інші овочі, перемішуємо і доводимо до готовності (приблизно 20-30 хв.).
8. У кінці все повільно перемішуємо і додаємо зелень..